# Stockholmsyndroom
Het stockholmsyndroom is het psychologisch verschijnsel dat soms optreedt tijdens een gijzeling. Het verschijnsel houdt in dat de gegijzelde sympathie voor de gijzelnemer krijgt. Het is een vorm van een traumaband.
De benaming komt van de Norrmalmstorg-overval op de Kreditbanken aan het Norrmalmstorg in Stockholm en de daaropvolgende gijzeling van 23 tot 28 augustus 1973. De gegijzelden namen het voor hun gijzelnemers op, zelfs nog ná de zesdaagse gijzeling. Tijdens de verhoren hielden ze zich in ten voordele van de gijzelnemers. De criminoloog en psychiater Nils Bejerot, die de politie toen bijstond, gaf uiteindelijk de naam aan dit verschijnsel.
Aangenomen wordt dat het stockholmsyndroom tot ontwikkeling kan komen in een omstandigheid waar de gijzelnemer absolute controle over de gegijzelden kan uitoefenen en binnen die absolute controle voorziet in de basisbehoeften van het slachtoffer, bijvoorbeeld door het geven van voedsel of beschutting. Voor buitenstaanders is dit een paradoxale situatie, omdat het ook bij de gegijzelde bekend is dat hij zich slechts in een afhankelijke situatie bevindt als gevolg van de acties van de gijzelnemer.

## Bekende gevallen van het stockholmsyndroom

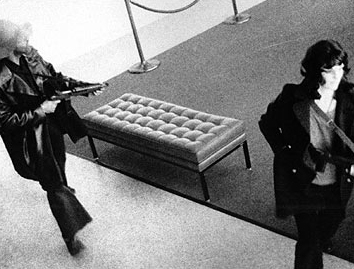
Patricia Hearst (rechts) helpt haar ontvoerders met het beroven van een bank

- In 1974 leed Patricia Hearst zo sterk onder het verschijnsel dat ze, gezamenlijk met haar ontvoerders, zelf deelnam aan een overval op een bank. In de rechtszaak tegen haar werd een beroep op ontoerekeningsvatbaarheid op grond van het stockholmsyndroom echter niet geaccepteerd.
- Sommige slachtoffers van seriële incest hebben het syndroom ontwikkeld om het misbruik te kunnen rationaliseren. Zij zijn daardoor zelfs in staat om de dader langdurig te verzorgen, hoewel zij er weet van hebben wat hen overkomen is. Daar zij zich echter geen voorstelling meer kunnen maken van een situatie zonder machtsmisbruik, lijken zij zich er in te willen schikken. Hun agressie over het gebeurde richt zich soms zelfs op het gezinslid dat de stilte doorbreekt en het verhaal van de gepleegde misdaad in de openbaarheid brengt.

## Limasyndroom
Wanneer gijzelnemers sympathie voor de wil en behoeften van de gegijzelden ontwikkelen, wordt dit het syndroom van Lima of limasyndroom genoemd. Het syndroom is vernoemd naar een gijzeling in de Japanse ambassade in Lima in Peru (17 december 1996 tot 22 april 1997). Tijdens de gijzeling lieten de gijzelnemers willekeurig gevangenen vrij, ongeacht hun status of afkomst, zoals belangrijke diplomaten, bedrijfsleiders, overheids- en militaire ambtenaren.

## Trivia
Helsinkisyndroom wordt in sommige films verkeerdelijk als synoniem voor stockholmsyndroom gebruikt. Dit is een gevolg van de film Die Hard uit 1988. Daarin spreekt een psycholoog in een praatprogramma op televisie over het helsinkisyndroom. Verder wordt deze benaming gebruikt door een politiepsycholoog in de film Knockin' On Heaven's Door uit 1997 (56:31 - 56:58), in de aflevering Folie a Deux van The X-Files (Seizoen 5 - aflevering 19 - nr. 116 - 1998 - 27:48-28:08) en in de James  Bondfilm The World Is Not Enough (1999). In Top Gear (seizoen 17 - episode 6) gebruikte Richard Hammond deze term ook foutief om het stockholmsyndroom aan te duiden.
De Britse rockband Muse schreef een nummer over het stockholmsyndroom: Stockholm Syndrome. Ook Blink-182 en One Direction schreven een gelijknamig nummer.